# Conrado Hughes
Conrado Román Hughes Álvarez (Montevideo, 10 de agosto de 1947) es un contador público, conferencista y profesor uruguayo.

## Biografía
Nació en Montevideo el 10 de agosto de 1947. Hijo de Malvina Álvarez y Conrado Hughes García Lagos. Es el mayor de seis hermanos.
Realizó el bachiller en ingeniería y administración en el Colegio Stella Maris de Montevideo.
Se graduó como contador público en la Facultad de Ciencias Económicas de la Universidad de la República. Ejerció la docencia en Matemática I y Métodos Cuantitativos (Investigación Operativa) en esa casa de estudios y la Facultad de Ingeniería entre 1970 y 1980, también en Planeamiento Estratégico en la Universidad ORT Uruguay. 
Entre 1971 y 1999 militó en el Partido Nacional, habiendo ocupado un cargo en su Honorable Directorio desde 1972 hasta 1983. Durante la dictadura, militó por el No a la reforma constitucional de 1980, contribuyendo a la realización del acto del Cine Cordón.
Integró el directorio de ANCAP en 1988-1990. 
El 1 de marzo de 1990, el presidente Luis Alberto Lacalle lo nombra director de la Oficina de Planeamiento y Presupuesto (OPP), cargo que ejerció hasta el 28 de agosto de 1991.
Se desempeña como director de empresas privadas de diversos rubros y presidió la Cámara de Comercio Uruguayo-Británica desde 2010 hasta el 2014, donde actualmente es vocal.
Es miembro de la Academia Nacional de Economía del Uruguay, conferenciante en el país y en el exterior de temas de su especialidad. Participa como contertulio en las Tertulias de El Espectador de Montevideo (AM 810) desde agosto de 2001 hasta 2017.
Desde 2014 es director de Gestam Uruguay, empresa dedicada a la gestión de servicios. Anteriormente había sido director de Eulen Uruguay, empresa dedicada al mismo rubro.
Participó como panelista del programa de debates "Todas las Voces"  emitido por Monte Carlo TV entre 2017 y 2020, lo que lo llevó a estar nominado en los Premios Iris en la categoría "Revelación en TV".

## Premios y nominaciones
| Año  | Premiación   | Categoría        | Resultado | Refs. |
| ---- | ------------ | ---------------- | --------- | ----- |
| 2018 | Premios Iris | Revelación en TV | Nominado  | [ 5 ] |